# Farkas Dániel (jegyző)
Gyulafehérvári ifjabb Farkas Dániel (Spring, 19. század eleje – Nagyenyed, 1849 januárja) királyi táblai jegyző.

## Élete
Nagyenyeden tanult; királyi táblai jegyző volt Marosvásárhelyt, 1847-ben Alsó-Fehér vármegye aljegyzője. Ismeretes jeles tehetségű ember volt; folyamodott az erdélyi főkormányszékhez egy „Enyedi Gunár” cím alatt Nagyenyeden kiadandó lap megindításának lehetősége végett; de az akkori főkormányszék, ismerve a folyamodó csipkedő modorát, az engedélyt megtagadta. 1849 januárjában a románok megölték.

## Munkái
- Népszerű erénytan, vagy erkölcsi szövétnek. Honi növendékek számára. Nagy-Enyed, 1840
- Felelet Hunfalvy Pálnak a Népszerű erénytan 54. számú Athenaeumban megjelent birálatára 1841-ben. Nagy-Enyed, 1841
- Nőképző két könyvben. Fiatal nőnem főleg nőiskolák számára. Nagy-Enyed, 1845
- A növendék nőnem olvasókönyve. Erénytan. Természettan. Történelem I. Három kötetben.
- Utazás Enyedről Springre…

A kolozsvári Mult és Jelen c. lapba irt 1845–47-ben költeményeket s cikkeket (1845. 103. sz. Tudományos ügy. Jogos védelem sat.)